# Linea germinale

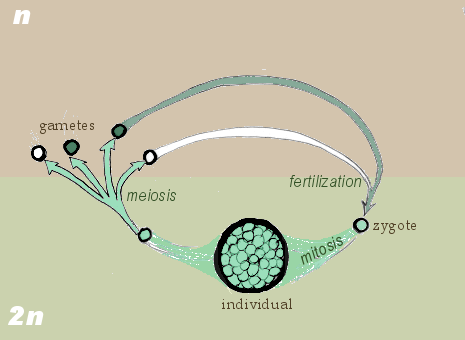
Linea somatica e linea germinale

In biologia e genetica, la linea germinale di un individuo maturo o in fase di sviluppo è la linea (sequenza) di cellule germinali che hanno materiale genetico che può essere trasmesso ad un discendente.
Per esempio, le cellule sessuali come lo spermatozoo o la cellula uovo sono parte della linea germinale. Tali sono anche le cellule che producono le cellule sessuali, chiamate gametociti, le cellule che producono queste ultime, chiamate gametogoni.
La caratteristica saliente delle cellule germinali è quella di dare luogo, attraverso un processo riduzionale del patrimonio genetico detto meiosi, a gameti contenenti solo una quota N del patrimonio 2N delle cellule.
Nella specie umana, ad esempio, dove i cromosomi sono in numero di 2 x 23, con la gametogenesi si otterranno gameti (spermatozoi e ovociti) con soli 23 cromosomi, uno per ciascuna coppia di omologhi.
Le cellule che non sono nella linea germinale sono chiamate cellule somatiche. Tali sono, per esempio, tutte le cellule del fegato. Se vi è una mutazione nella linea germinale, ci sono determinate probabilità che possa essere trasmessa ai figli, mentre una modifica in una cellula somatica no.
Le cellule della linea germinale hanno anche la caratteristica di essere esenti da alcune forme di invecchiamento cellulare che dipendono dal progressivo accorciamento delle estremità dei cromosomi, i telomeri, processo evitato nei cromosomi della linea germinale grazie ad un particolare  enzima chiamato telomerasi. Questo enzima è dedicato all'allungamento del primer del DNA del cromosoma, rendendo possibile la duplicazione all'infinito. Le cellule somatiche, invece, si possono dividere solo 30-50 volte circa, dato che non contengono la telomerasi.
"Linea germinale" si può riferire ad una stirpe di cellule che si estende a più generazioni di individui; ad esempio, può essere la linea germinale che collega ogni individuo vivente all'ipotetico primo eucariote di circa un miliardo di anni fa, dal quale discendono tutte le piante e gli animali.